# 阿比留氏
阿比留氏（あびるし）はかつて対馬国を支配した氏族である。その後対馬国の支配は宗氏が掌握したが、現在でも対馬においては阿比留姓は最多姓のひとつである。

## 歴史
対馬には久比留や比留浦など比留と付く地名が多く、また大比留女神を祀った神社も多い。そのため阿比留も対馬内の地名である可能性が高い。そして阿比留氏は鎌倉時代に入り政治権力を失った後も祭祀権は失っておらず、政治権と祭祀権の両方を有していたと見られる。豆酘村の美女塚伝説では阿比留氏出身の鶴王が采女として選ばれているが、采女は郡領を務めた旧国造家から選ばれるため、このことからも阿比留氏は旧来の対馬の豪族である津島県直の末裔と考えられる。津島県直が阿比留氏へと改姓したのは、天安元年（857年）に下県郡擬大領・直浦主や上県郡擬少領直仁徳が対馬から追放された事件と関係がある可能性がある。
阿比留氏の末裔に伝わる発祥の地は上総国畔蒜郡（現在の千葉県袖ケ浦市付近）あるいは上野国渋谷郡阿比留村であるといわれる。『津島記事』などによれば、蘇我満智の末裔である比伊別当国津には比伊太郎行冬、比伊次郎行兼、比伊三郎行時の3子がおり、2男の行兼あるいは3男の行時が、813年（弘仁4年）に対馬国司となり対馬国に渡ったという。その末裔は阿比留氏を名乗り、対馬国の在庁官人となり、対馬における最大勢力となり、阿比留氏やその居館は「在庁」と呼ばれた。ただし『出雲国風土記』斐伊郷条に見える樋伊支知麻呂の末裔ともされる。豆酘観音堂の鐘によれば、正六位上権掾阿比留宿禰良家が、寛弘5年（1008年）8月28日に鐘を鋳たという。また、同鐘には仁平3年(1153年)の人物として正六位上行掾阿比留宿禰吉房の名前が見える。寛仁3年（1019年）に発生した刀伊の入寇の際には、刀伊の将・龍羽を討ち果たしたという。厳原八幡宮神社の古文書には、大治3年（1128年）に、権大掾阿比留真貞、その祖父・己基、父・忠好の名が見える。元久年間（1204年～1205年）には阿比留秋依が朝廷より従五位下の官職を下賜されたとの記録がある。なお、秋依はのちに藤原氏を名乗り、末裔は対馬総宮司職を歴任したという。ある伝承では秋依は清和天皇の末裔であり阿比留氏の祖とされるが、対馬の神道において秋依はよく仮託される存在であるため、信憑性は低い。
寛元5年（1247年）1月1日には、当時国交がなかった高麗と交易していることを大宰府が咎めたものの従わなかったとして、阿比留親元あるいは阿比留平太郎国信が太宰府の在庁官人・宗重尚により現在の美津島町鶏知において征討された。重尚の腹臣・中原安利は国信の娘婿となりスパイとして活動した。国信の弟・阿比留左馬助時信は国信と不和であったため、重尚と通じた。一方、安利の妻は安利がスパイであったことを知った後に国信に報告をして、白江川の淵に身を投げたという。ただし、この「阿比留氏征服伝説」の初見は江戸時代に成立した『寛永諸家系図伝』であり、一次史料でこの事件について述べたものは存在せず、あくまで伝説である。
この戦いの中で見える阿比留氏の人物は
- 阿比留国信
- 阿比留平次郎（国信の子）
- 阿比留土佐守太郎成元（平次郎の弟）
- 阿比留時信（国信の弟）
- 阿比留親元
- 阿比留禅佑坊国俊（国信の叔父あるいは弟）
- 阿比留法印
- 阿比留長範（豆酘観音寺の別当）
- 阿比留長久（長範の子？)

である。
なお、上県郡大領あるいは次掾とされる国信の叔父・阿比留禅佑坊国俊は国信に加勢したものの、現在の上対馬町舟志で討死し、その子供は西津屋に匿われたという。禅佑坊国俊の怨霊を鎮魂するために祀られた神社として以下のものがある。
- 豊崎郷豊村地主社（自村当于北三十町）
- 豊崎郷三宇田村地主社（自村当平南4町餘）
- 豊崎郷古里村地主社（神体石。社自村当于北壹所。或舟志村地主権現乎）
- 豊崎郷東舟志村今宮社（自村当于東十步）
- 豊崎郷舟志村今宮副将軍社（神体石。朝鮮押へとして当村に住す。自村当平西五十歩）

阿比留氏は没落したものの、最大勢力であった名残から、阿比留は対馬国中に広がったことから、現在の長崎県対馬市では最多姓のひとつである。末裔として、応永2年（1395年）に元嶋神社の宮司になった対馬大掾阿比留政行や、応永4年（1397年）に雞知住吉神社の宮司になった対馬大掾阿比留三郎兵衛などが見える。また、現在の鹿児島県出水郡においても阿比留氏がいるが、これは同郡が一時期宗氏の所領になったことから、その時の支配階層の子孫である可能性がある。